# Биллинг, Герман
Герман Биллинг (нем. Hermann Billing; 7 февраля 1867[…], Карлсруэ — 2 марта 1946[…], Карлсруэ) — немецкий архитектор и педагог, представитель стиля модерн.
Родился в Карлсруэ, учился в местных Художественно-промышленной школе (Kunstgewerbeschule) и Высшей технической школе, но не окончил ни одну из них. В 1888—1892 годах работал в ведущих архитектурных мастерских Берлина и Аахена, после чего вернулся в Карлсруэ. Стал известным в стране архитектором благодаря участию в архитектурных конкурсах, в частности получил известность его проект моста через Везер в Бремене, после чего смог открыть собственную мастерскую.
С 1901 года преподавал в Академии изящных искусств Карлсруэ, а с 1906 года — ещё и в Высшей технической школе Карлсруэ.
Среди работ архитектора Мангеймский кунстхалле (1907), Кунстхалле Баден-Бадена (1909), Кильская ратуша (1911), ряд зданий в Карлсруэ (в частности, жилой комплекс Байшштрассе) и др.

## Галерея

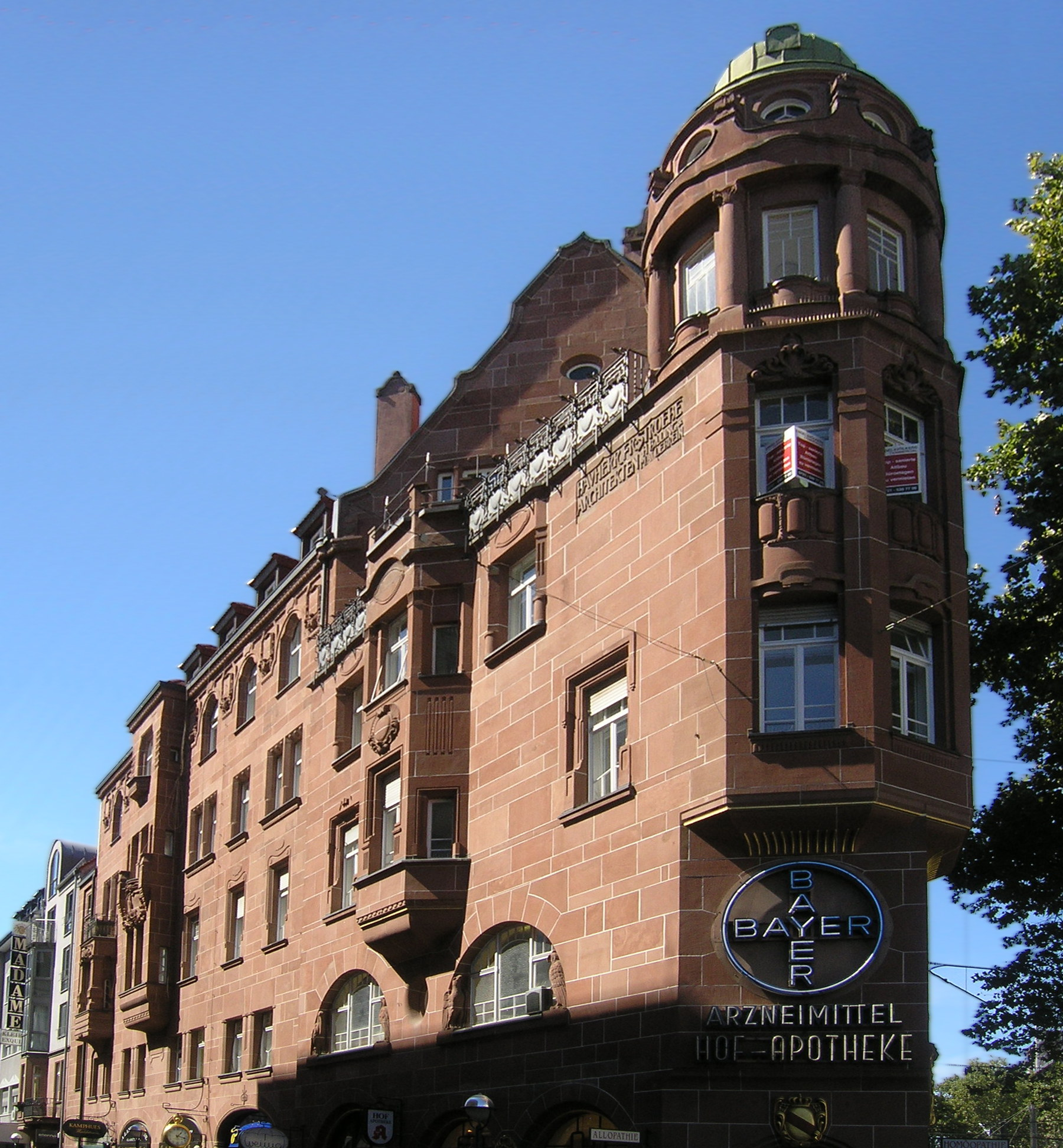
Здание придворной аптеки в Карлсруэ, 1901
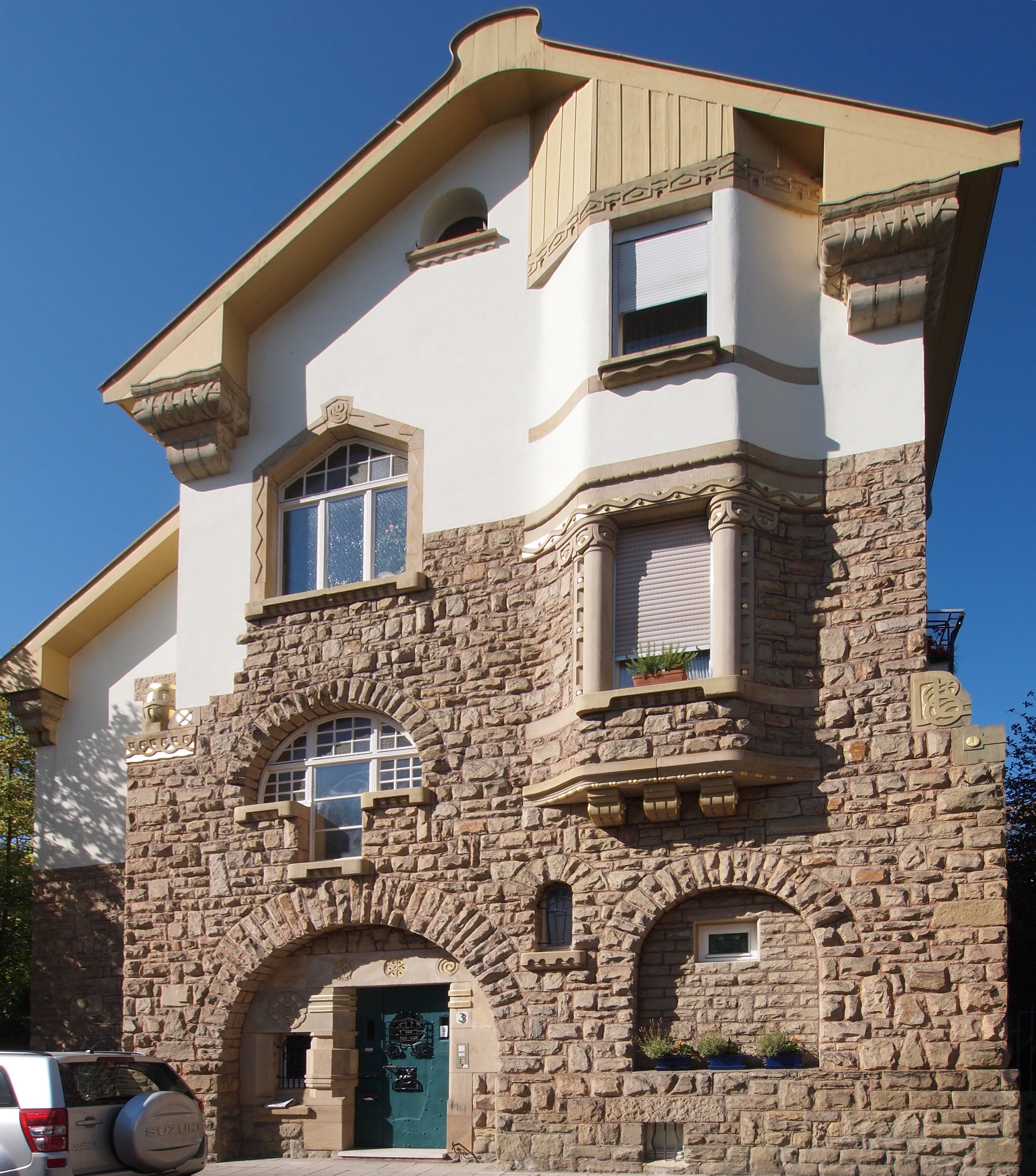
Дом № 3 в комплексе Байшштрассе, Карлсруэ, 1900-1903
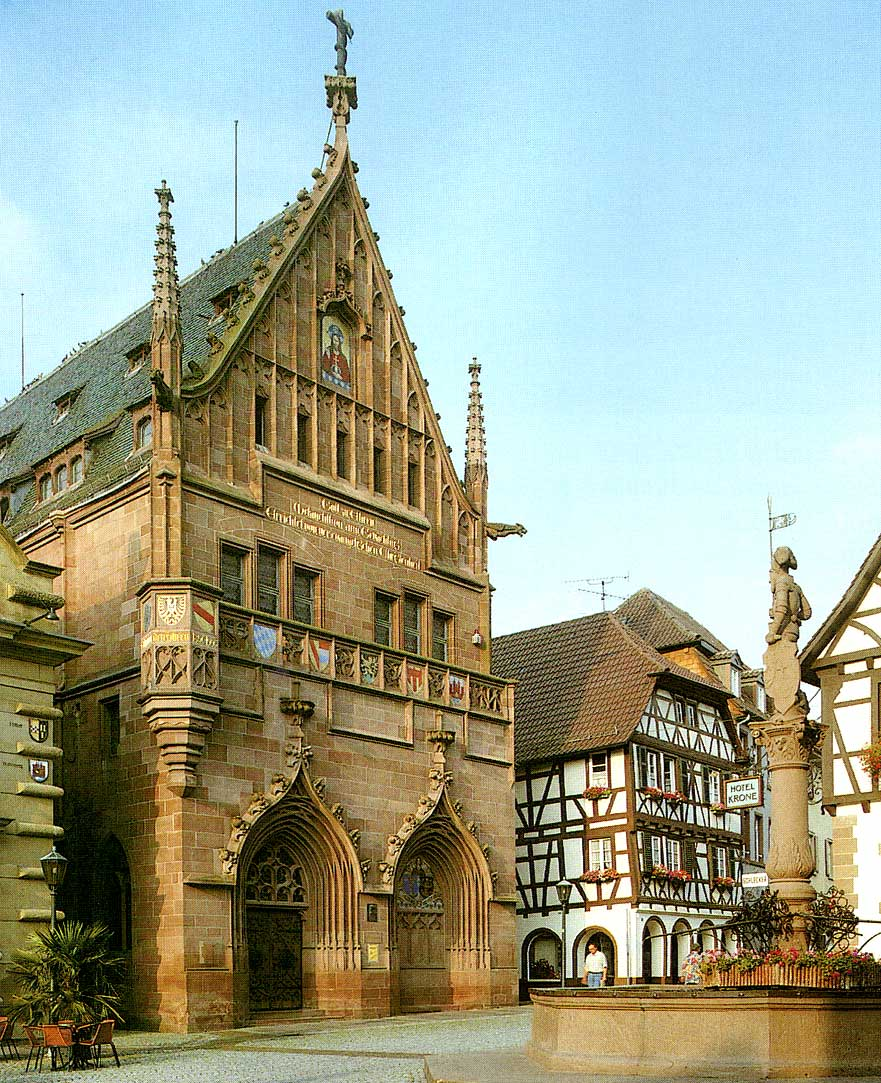
Меланхтонхаус (Бреттен), 1903
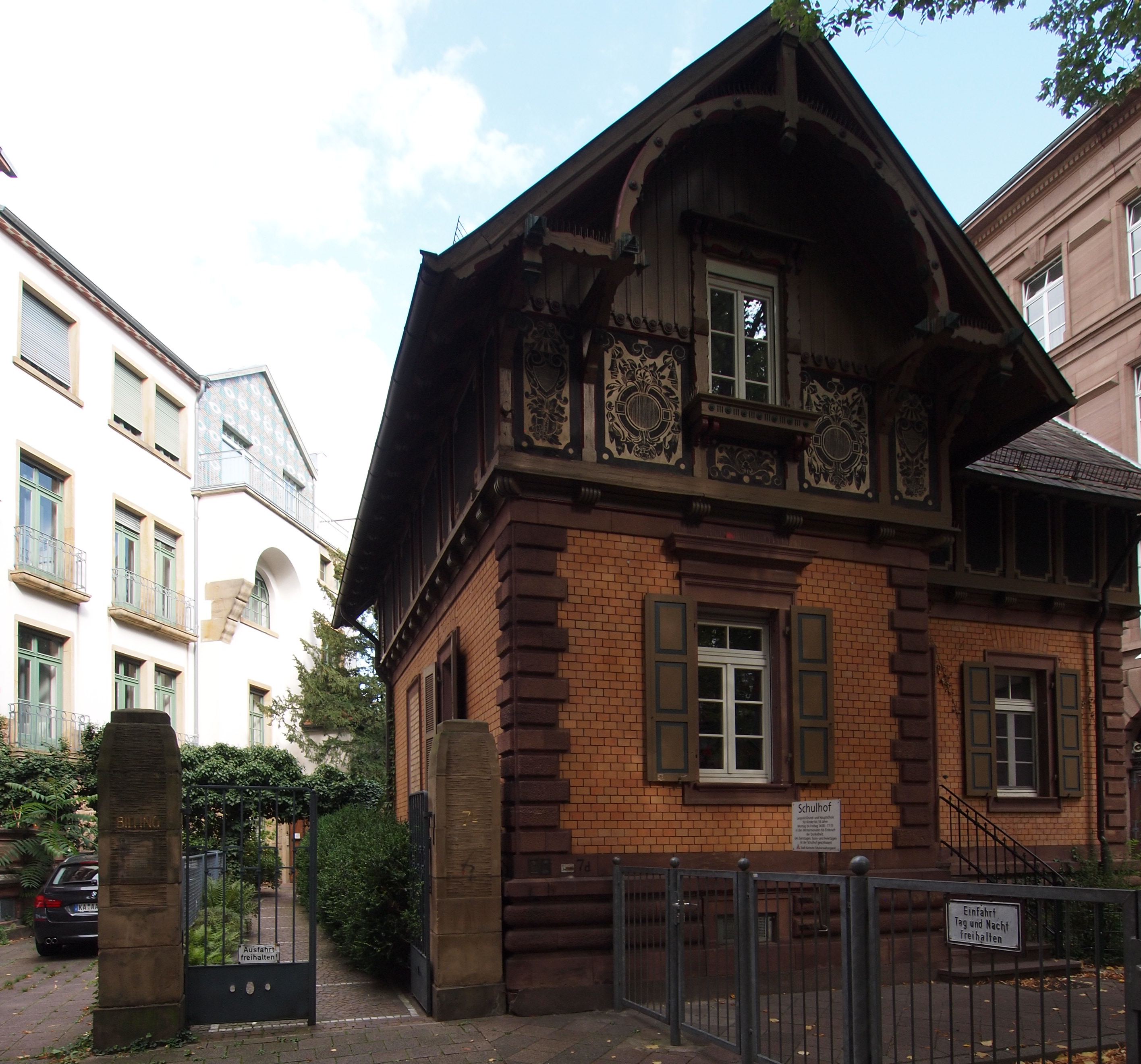
Собственный дом в Карлсруэ, 1905
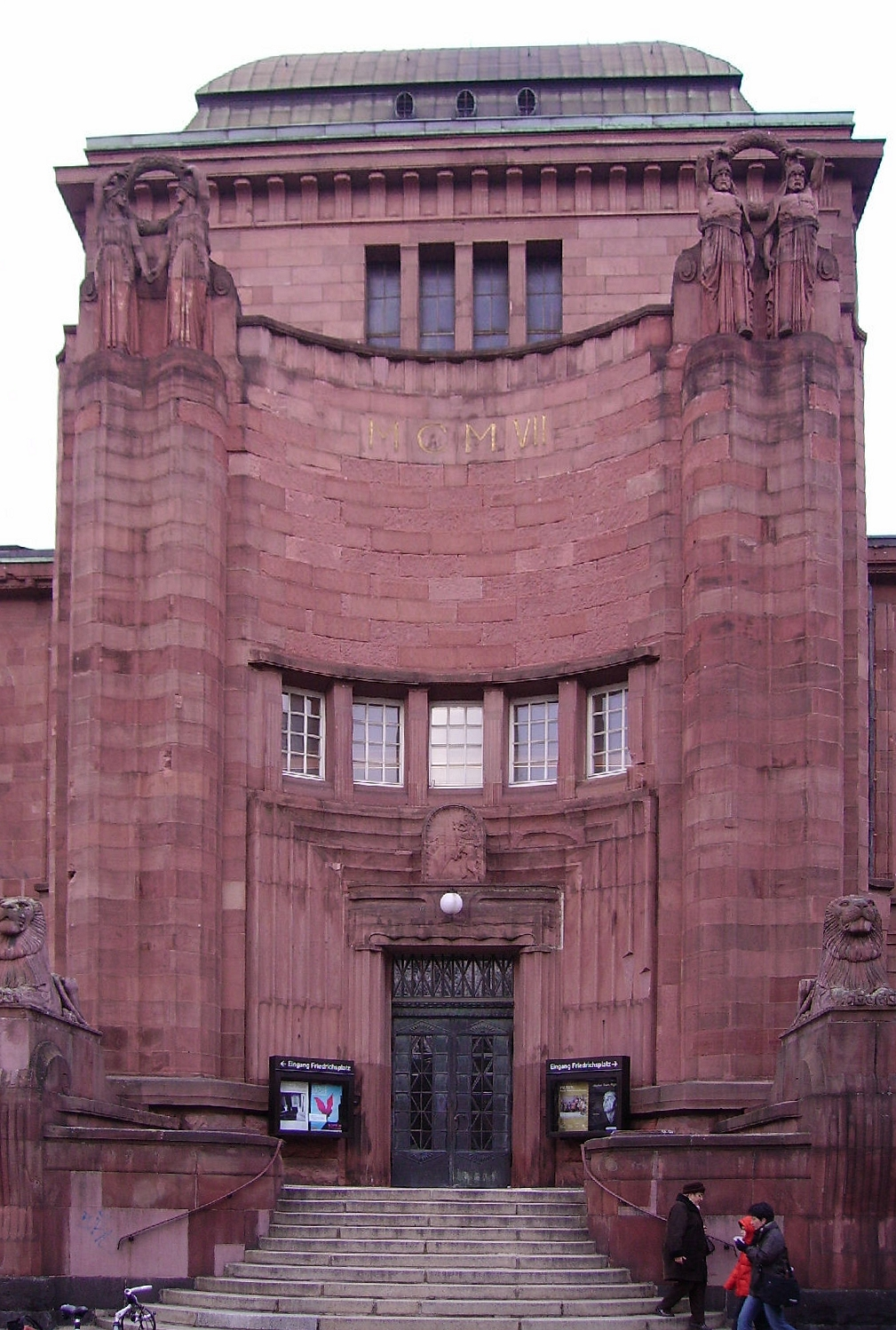
Кунстхалле Мангейм, 1907
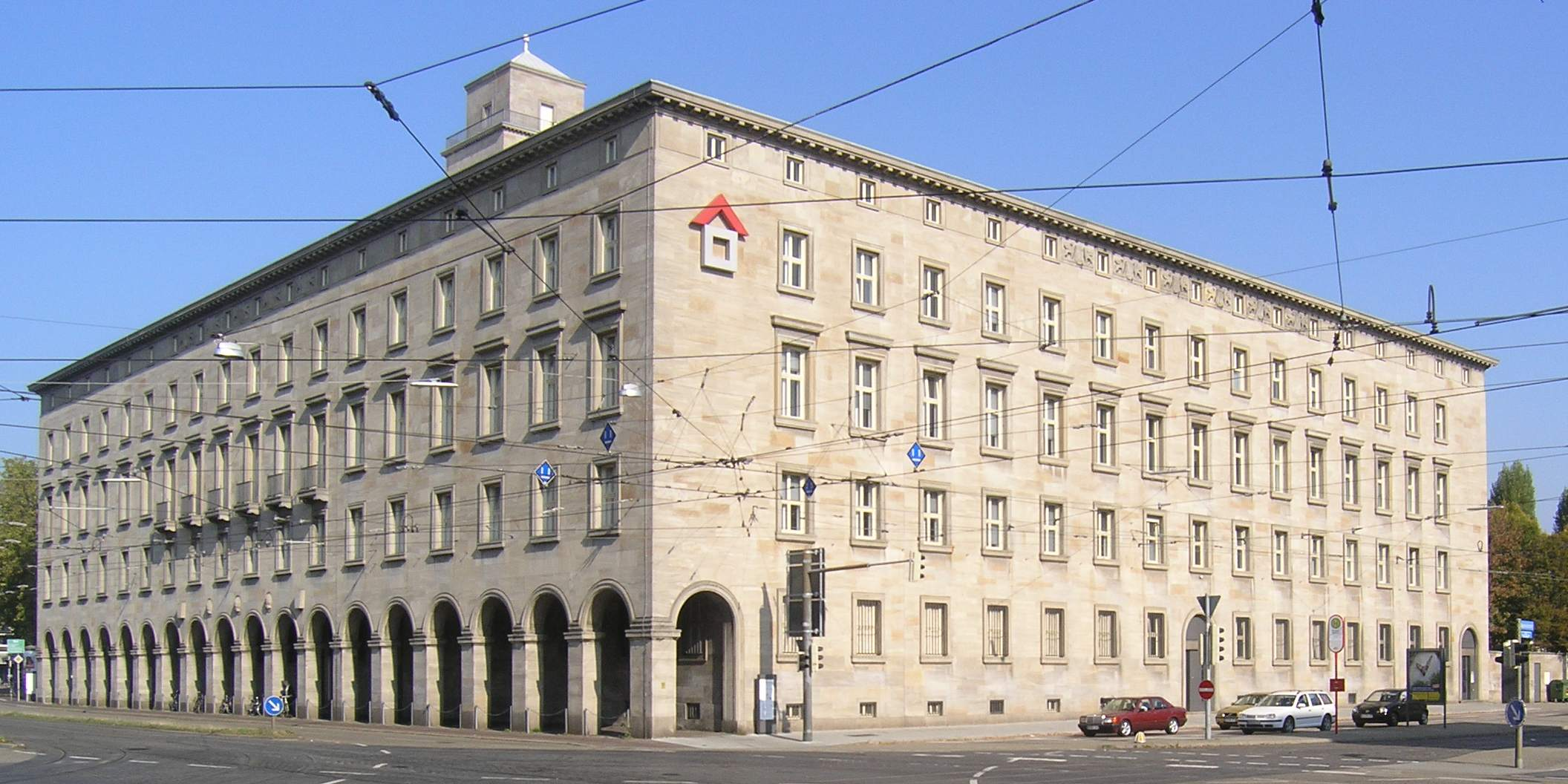
Почтовая администрация в Карлсруэ, 1938